# Монорейка Лас-Вегаса
Монорейка Лас-Вегаса (англ. Las Vegas Monorail) — автоматизована монорейкова дорога в штаті Невада, США. Незважаючи на назву система побудована за адміністративними межами Лас-Вегаса, в окрузі Кларк та обслуговує численні готелі та казино вздовж Лас-Вегас-Стріп. Лінію обслуговують 9 чотиривагонних потяга, живлення яких здійснюється від контактної рейки.

## Історія
Спочатку у 1995 році лінія відкрилася ділянкою всього з двох станцій, та поєднувала два найближчі готелі. Початкову ділянку обслуговували два потяга що раніше використовувалися на монорейкові дорозі в парку Діснея що у Флориді. Лінія була побудована в межах партнерства двох готелів, без залучання коштів держави чі штату. У 2002 році лінія була закрита на реконструкцію та розширення далі на північ. Знов відкрита 15 липня 2004 року монорейка вже складалася з семи станцій, дві початкові станції були інтегровані в нову лінію. Також був повністю замінений рухомий склад, були закуплені сучасні потяги виробництва Бомбардьєр. Невдовзі після відкриття через недоліки при будівництві лінія була закрита на чотири місяці для усування проблем. Остаточно лінія відкрилася 24 грудня 2004 року.

## Лінія
Лінія проходить паралельно Лас-Вегас-Стріп зі східного боку вулиці. Подорож між кінцевими станціями займає приблизно 15 хвилин.

### Станції
Всього на лінії сім станцій, більшість з яких названі по найближчих казино. Станції з півночі на південь.
- «SLS» 36°14′23″ пн. ш. 115°15′49″ зх. д. / 36.23972° пн. ш. 115.26361° зх. д. (до 2011 року мала назву «Сахара», перейменована разом з ребрендингом готеля)
- «Westgate» 36°08′13″ пн. ш. 115°09′10.8″ зх. д. / 36.13694° пн. ш. 115.153000° зх. д.
- «Convention Center» 36°07′46.2″ пн. ш. 115°09′15.8″ зх. д. / 36.129500° пн. ш. 115.154389° зх. д.
- «Harrah's & The Linq» 36°07′07.7″ пн. ш. 115°10′06.6″ зх. д. / 36.118806° пн. ш. 115.168500° зх. д.
- «Flamingo & Caesars Palace» 36°06′57.6″ пн. ш. 115°10′07″ зх. д. / 36.116000° пн. ш. 115.16861° зх. д.
- «Bally's & Paris» 36°06′43.6″ пн. ш. 115°10′02.6″ зх. д. / 36.112111° пн. ш. 115.167389° зх. д.
- «MGM Grand» 36°06′08.6″ пн. ш. 115°10′03.7″ зх. д. / 36.102389° пн. ш. 115.167694° зх. д.

## Розширення
Після станції «MGM Grand» влітку 2018 року почнеться будівництво розширення на південь на одну станцію «Mandalay Bay», яку планують відкрити у 2020 році. Станція буде розташована поблизу нового стадіону який також має відкритися у 2020 році.

## Режим роботи
Монорейка працює у понеділок з 7:00 до 0:00, вівторок—четвер з 7:00 до 2:00, п'ятниця—неділя з 7:00 до 3:00. Інтервал руху від 4-х до 8 хвилин.

### Вартість проїзду
У 2018 році квиток на одну поїздку коштує 5 доларів, безлімітний квиток на 24 години — 13 доларів або на тиждень — 56 доларів. Існують також квитки на два, три, чотири чи п'ять діб. Для мешканців штату Невада вартість квитка на одну поїздку 1 долар, для придбання потрібно пред'явити водійське посвідчення видане у штаті Невада чи інший документ що підтверджує що людина постійно мешкає у штаті.

## Галерея

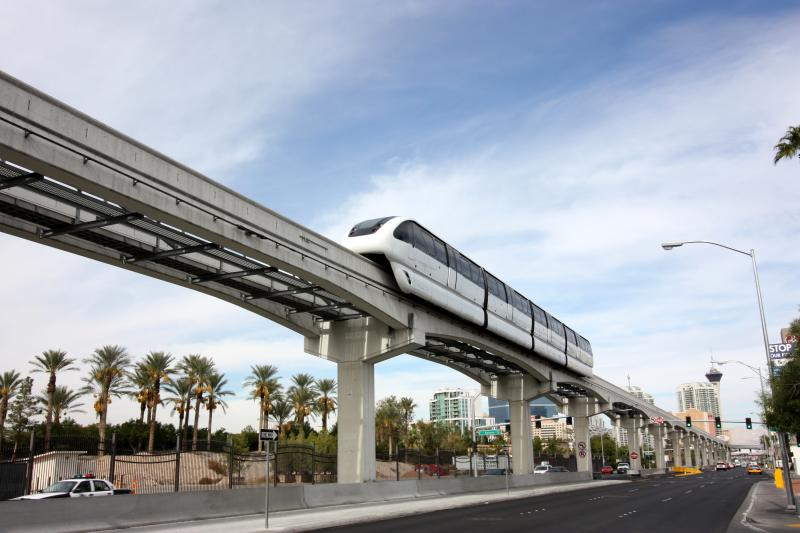
Потяг на естакаді
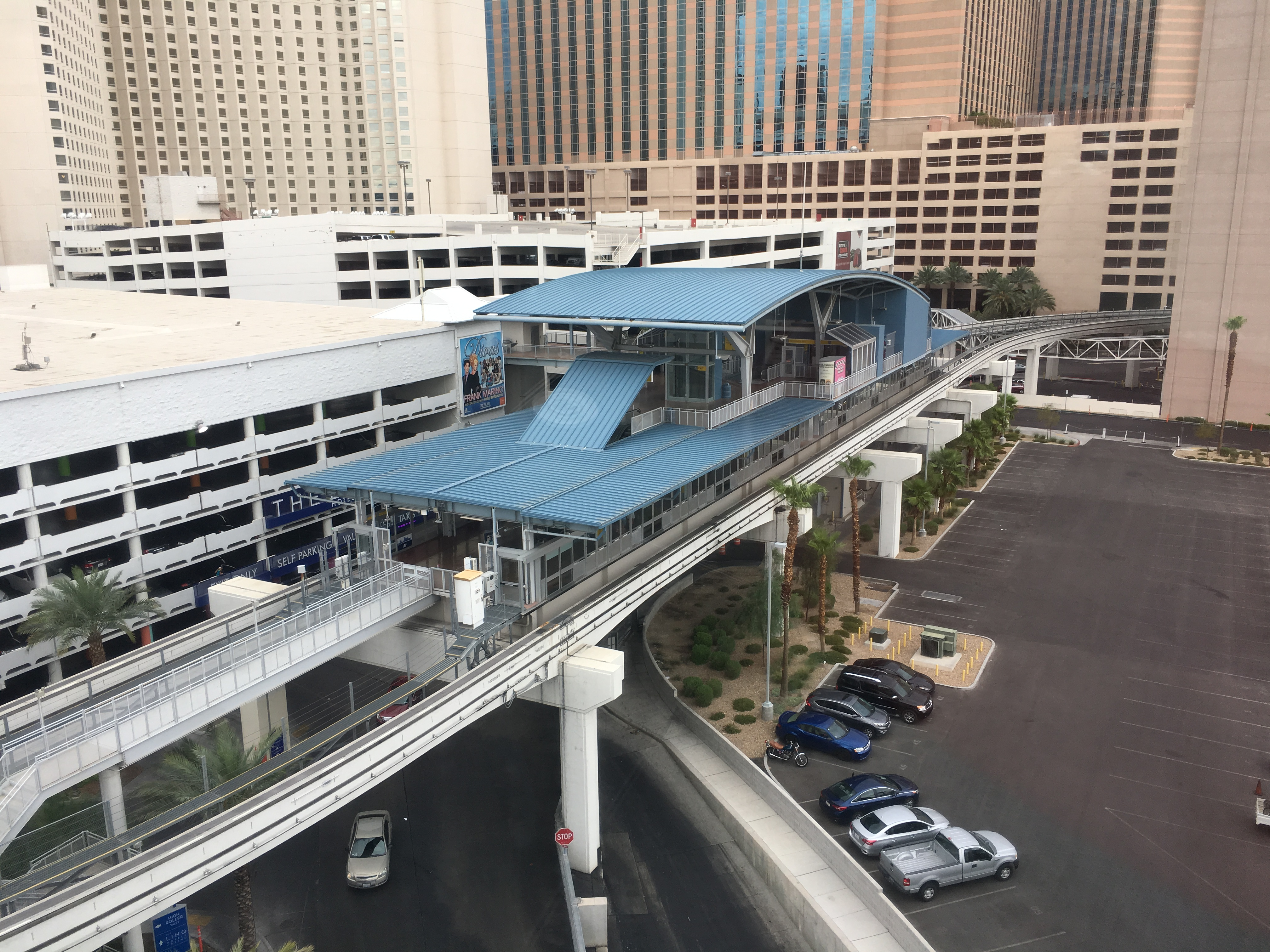
Станція монорейки
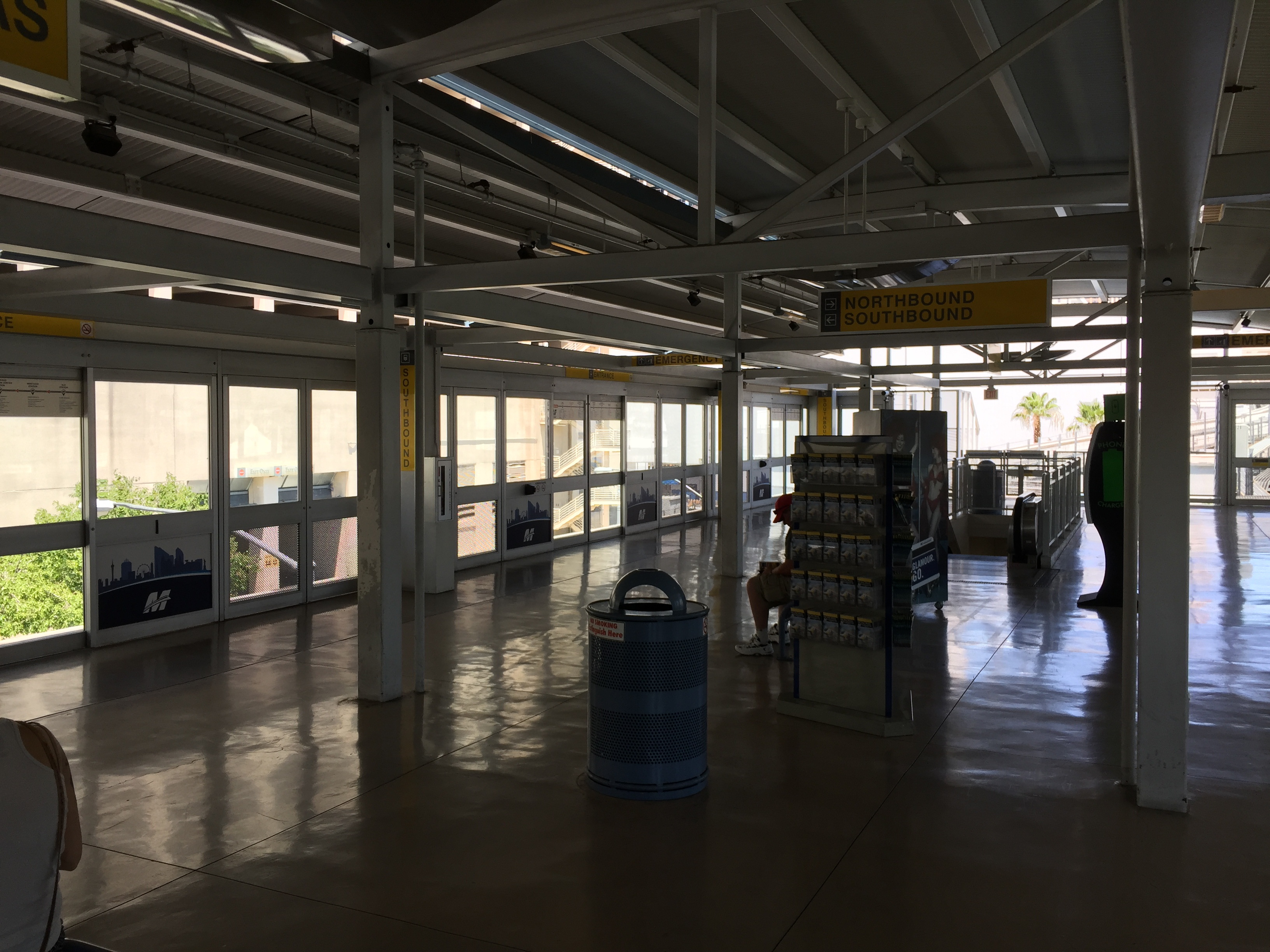
Платформа станції «Bally's-Paris»